# 1290-ті до н. е.

## Події

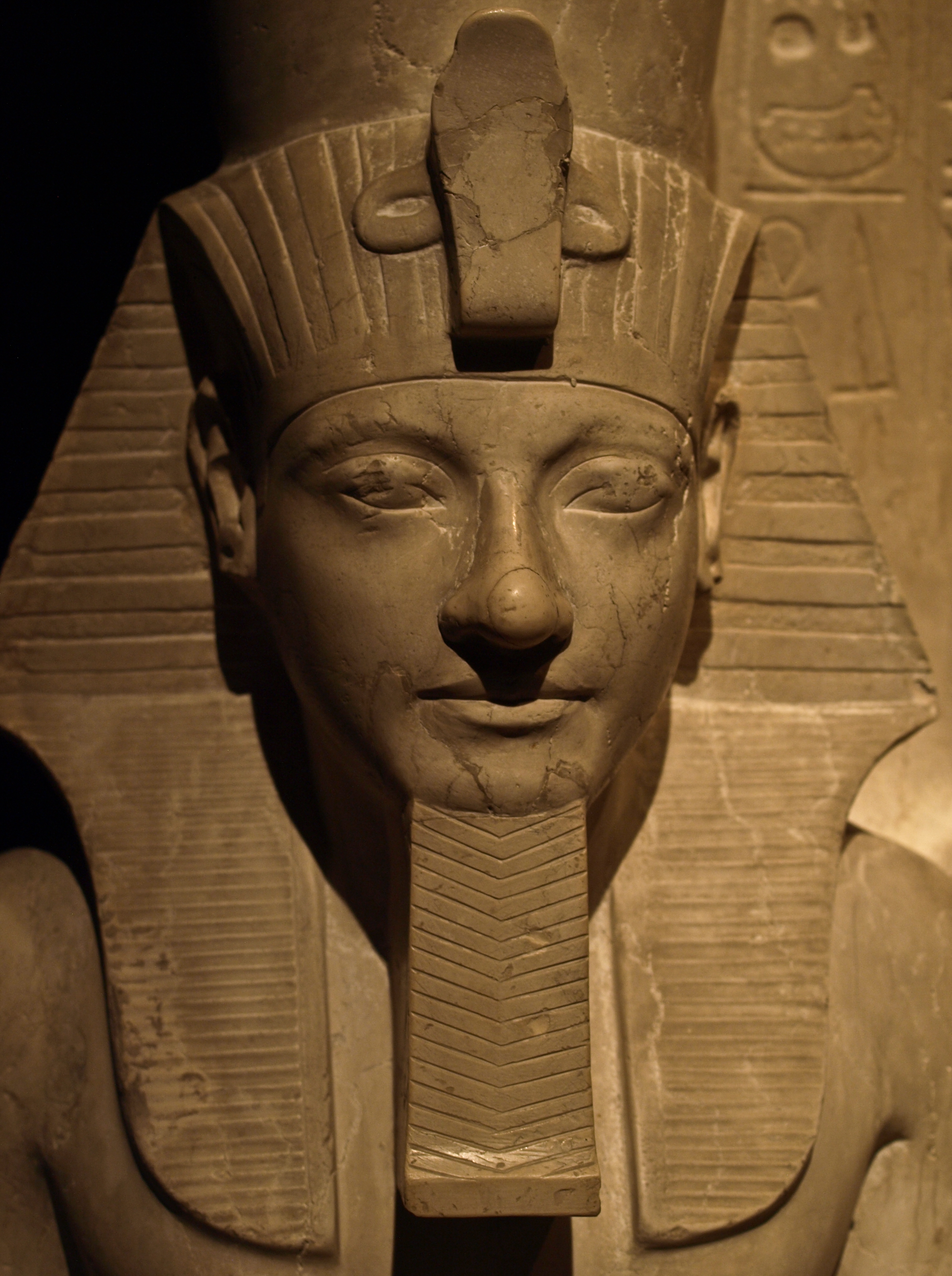
Фрагмент статуї Хоремхеба

- 1295 — Муваталлі II успадкував трон свого батька, ставши новим хетським царем.
- 1292 — завершилось правління Хоремхеба. До влади прийшла нова, XIX династія[1][2].
- 1292–1290 — правління фараона Рамсеса I[2].

## Правителі
- фараони Єгипту Хоремхеб, Рамсес I, Сеті І;
- цар Міттані Васашата;
- цар Ассирії Ададнерарі І;
- цар Вавилонії Назі-Марутташ;
- царі Хатті Мурсілі II та Мутаваллі II;
- цар Еламу Хумбан-Нумена І.